# Classe Lerici
I cacciamine classe Lerici sono unità realizzate a partire dagli anni ottanta per la Marina Militare Italiana.

## Caratteristiche

Il cacciamine Numana a Smirne durante l'esercitazione NATO "Damsel Fair 2004"

Queste unità hanno lo scafo monocarena in vetroresina rinforzata, per avere una resistenza superiore a quella degli scafi in legno e l'amagneticità che gli scafi in acciaio generalmente non consentono. Tuttavia si tratta di navi costose e dall'impatto ambientale molto elevato per le centinaia di tonnellate di resine sintetiche utilizzate. Viceversa, nel corso della vita della nave, i costi di manutenzione dello scafo sono ridotti poiché non sussistono problemi di corrosione. Il motore diesel principale è sospeso in una culla indipendente dallo scafo, mentre i motori diesel ausiliari dei gruppi elettrogeni e per la caccia delle mine sono situati in locali sopra il ponte di coperta allo scopo di ridurne la segnatura acustica e magnetica.
Al fine di ridurre la rumorosità, l'elica a passo variabile è a basso numero di giri, mentre i motori e le varie apparecchiature sono isolati acusticamente. Queste unità dispongono di doppio timone e di un complesso impianto di propulsione silenziosa con tre motori idraulici che azionano altrettante eliche, installate in "pozzetti" sotto la carena con la particolarità di essere orientabili a 360° e sollevabili a scomparsa nello scafo quando non in funzione. I pozzetti si trovano uno a prora nell'asse della nave, e due a poppa affiancati all'elica principale. La propulsione silenziosa viene attivata durante la caccia ma può funzionare anche da motore di emergenza nel caso di avarie o danni subiti. In assetto di emergenza la nave resta governabile con almeno un timone e una delle quattro eliche efficienti. Oltre ai normali sensori, le unità dispongono di sistema complesso di telecomunicazioni, di sistema di radionavigazione, di sistema integrato di navigazione Motorola MRS III (Solo Prima Serie) / GPS e sistema di comando e controllo Datamat MM/SSN-714(V)3 (Prima Serie), Selex MM/SSN-714(V)3UL (Seconda Serie pre-ammodernamento), Selex MM/SSN-714(V)4 (Seconda Serie post-ammodernamento).
Per la ricerca delle mine queste unità dispongono di un sonar a profondità variabile (da 0 a 40 metri, 200 metri per il Thales) sotto la verticale dello scafo, fissato con una catena speciale a maglie rigide e amagnetiche, e di mini-sommergibili per la ricerca e distruzione Pluto e Pluto GIGAS che hanno il compito di identificare e neutralizzare le mine scoperte e classificate dai sensori delle unità.
Il sistema PLUTO è costituito da un veicolo subacqueo filoguidato dotato di sensori (Sonar, etc.) e da una consolle principale.
Il sistema Pluto GIGAS è un'evoluzione del Pluto, con elettronica avanzata e capacità di movimento della testa sul piano verticale e orizzontale.
Tecnicamente si tratta di unità molto valide, in particolare i test di resistenza alle esplosioni subacquee hanno confermato le prestazioni eccellenti dello scafo e del sistema di compartimentazione, rispetto alle unità analoghe di altre marine.
Tra gli aspetti migliorabili, la qualità della vita a bordo in condizione di caccia: poiché gli alloggi dell'equipaggio si trovano in parte sotto la linea di galleggiamento, in assetto di sicurezza e con compartimentazione chiusa la permanenza in questi locali e il riposo vengono generalmente impediti.

## Esportazione
I cacciamine Lerici hanno avuto un notevole successo di esportazione; unità analoghe sono state costruite per o dalle Marine dei seguenti paesi: Stati Uniti (12 unità), Australia (6), Malaysia (4), Finlandia (3), Nigeria (2), Thailandia (2).

### Stati Uniti
La US Navy, accantonato l'innovativo progetto della Classe Cardinal, ha ripiegato su unità più convenzionali derivate dalla Classe Gaeta. Le unità americane sono state costruite negli Stati Uniti negli stabilimenti Northrop Grumman di Avondale in Louisiana e dalla Intermarine USA di Savannah in Georgia.

### Australia
L'Australia ha ordinato 6 cacciamine del tipo Gaeta che costituiscono la Classe Huon; lo scafo del primo fu costruito a Sarzana, presso la Intermarine, e completato in Australia, mentre gli altri 5 vennero costruiti interamente in Australia.

### Malesia
La Malesia ha ordinato 2 cacciamine del tipo Lerici che costituiscono la Classe Mahamiru.

### Nigeria
La Nigeria ha ordinato 2 cacciamine del tipo Lerici che costituiscono la Classe Ohuè. Le unità sono uguali a quelle della Classe Maharimu vendute alla Malesia.

### Thailandia
La Thailandia ha ordinato 2 cacciamine del tipo Lerici che costituiscono la Classe Lat Ya.

### Finlandia
Tre unità costituiscono la Classe Katanpää.
Nel 2004 la Suomen merivoimat prese la decisione di sostituire i propri dragamine e il 23 novembre 2006, venne siglato il contratto con la Intermarine per la costruzione di tre cacciamine, realizzati nel Cantiere Intermarine di Sarzana.

## Unità Marina Militare
Le unità per la Marina Militare sono state realizzate in due serie. La seconda serie, nota anche come classe Gaeta dal nome della prima unità, è l'evoluzione ingrandita e potenziata della prima serie. I cacciamine tipo Gaeta sono stati il modello anche per la classe Osprey americana, unità ancora più grandi ed oceaniche.
Le unità della prima serie sono state ordinate il 7 gennaio 1978 in seguito alla Legge Navale del 1975. Il 30 aprile 1988 vennero ordinate altri 6 cacciamine, conosciuti come classe Gaeta, con un secondo ordine per 2 cacciamine della 2ª serie che venne fatto nel 1991.

### Prima serie

Nave Lerici M 5550

Le unità della prima serie erano inquadrate nel COMFORDRAG, il Comando delle Forze di Contromisure Mine, due nel COMSQUADRAG53 e due nel COMSQUADRAG54. Dopo che due unità della prima serie sono state poste in ridotta tabella di disponibilità le due rimaste in servizio sono inquadrate una nel COMSQUADRAG53 e una nel COMSQUADRAG54 alle dipendenze di MARICODRAG il comando delle forze contromisure mine costituitosi al posto del COMFORDRAG.
Le quattro unità della 1ª serie vennero varate tra settembre 1982 e aprile 1985 e nel corso del 1985 vennero tutte consegnate alla Marina Militare.
Queste imbarcazioni hanno a pieno carico un dislocamento di poco superiore alle 500 tonnellate ed una velocità massima di 14 nodi, che scendono a 6 nodi durante la caccia.
Le imbarcazioni hanno un equipaggio di 4 ufficiali, 7 palombari e 36 tra sottufficiali e comuni e sono dotate di camera iperbarica.
A partire dal 31 marzo 2012 Nave Lerici è stata posta in R.T.D. (ridotta tabella disponibilità), comunemente definita "riserva", seguita da Nave Sapri in data 30 giugno 2012.  Il 24 settembre del 2015 Nave Lerici e Nave Sapri hanno effettuato l'ultima cerimonia dell'"Ammaina Bandiera" che decreta il disarmo delle due Unità navali dal Naviglio Militare dello Stato.
| Marina Militare - Classe Lerici | Marina Militare - Classe Lerici | Marina Militare - Classe Lerici | Marina Militare - Classe Lerici | Marina Militare - Classe Lerici | Marina Militare - Classe Lerici | Marina Militare - Classe Lerici | Marina Militare - Classe Lerici |
| Matricola                       | Nome                            | Cantiere                        | Impostazione                    | Varo                            | Consegna                        | Disarmo                         | ITU                             |
| ------------------------------- | ------------------------------- | ------------------------------- | ------------------------------- | ------------------------------- | ------------------------------- | ------------------------------- | ------------------------------- |
| M 5550                          | Lerici                          | Intermarine Sarzana             | 27 giugno 1978                  | 3 settembre 1982                | 4 maggio 1985                   | 24 settembre 2015               |                                 |
| M 5551                          | Sapri                           | Intermarine Sarzana             | 27 giugno 1978                  | 5 aprile 1982                   | 14 dicembre 1985                | 24 settembre 2015               |                                 |
| M 5552                          | Milazzo                         | Intermarine Sarzana             | 27 giugno 1978                  | 1º aprile 1982                  | 14 dicembre 1985                | in servizio                     |                                 |
| M 5553                          | Vieste                          | Intermarine Sarzana             | 18 aprile 1978                  | 5 aprile 1984                   | 14 dicembre 1985                | in servizio                     |                                 |

### Seconda serie
Le unità della seconda serie denominata anche classe Gaeta hanno lo scafo 2,5 m più lungo, un dislocamento superiore di 77 tonnellate e una diversa sistemazione dell'albero con le antenne di comunicazione, che nelle unità tipo Lerici è collocato sopra il ponte di comando, mentre in quelle tipo Gaeta è stato spostato davanti al fumaiolo con un locale radio-telegrafico più ampio dietro la plancia. Le unità della seconda serie hanno usato sin dalla loro entrata in servizio una versione più avanzata del sonar filabile SQQ-14, che dal 1991 è stato usato anche dalle unità della prima serie. Altre differenze di dettaglio risultano da un diverso posizionamento della gru di bordo e da una camera iperbarica per i subacquei di maggiore capacità (fino a 8 posti). Per la classe Gaeta sono iniziati i lavori di ammodernamento di mezza vita a partire dal 2010, lavori che termineranno nel 2018 e coinvolgeranno tutte le 8 unità. Gli impatti più significativi di tale ammodernamento riguardano l'installazione di un nuovo sonar (di produzione Thales), di un nuovo sistema di comando e controllo (Selex SSN-714(V)4), l'allungamento del ponte superiore di poppa in modo da ospitare una nuova camera iperbarica e fornire una protezione ai due ROV del ponte inferiore.

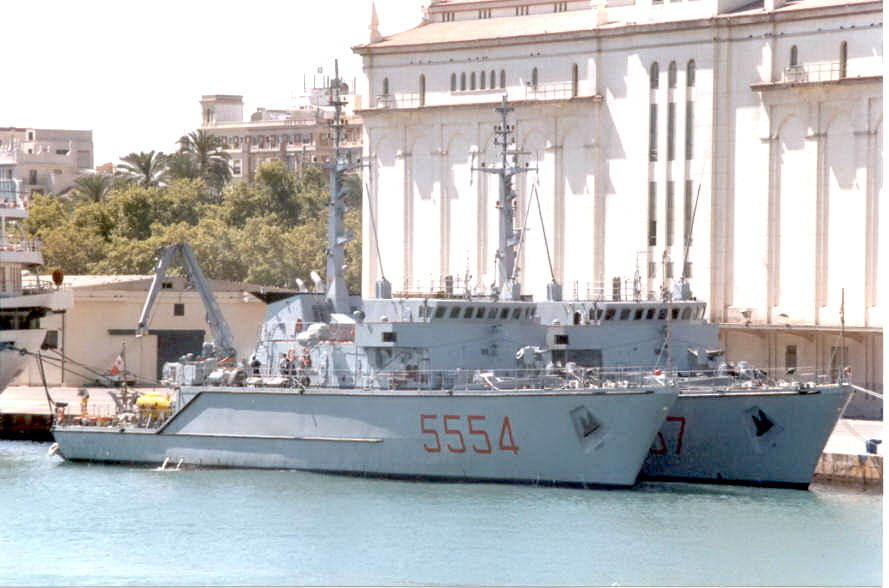
Il cacciamine Gaeta ormeggiato affiancato al Numana

I cacciamine tipo Gaeta sono inquadrati nel MARICODRAG, quattro nel COMSQUADRAG53 e quattro nel COMSQUADRAG54.
| Marina Militare - Classe Gaeta | Marina Militare - Classe Gaeta | Marina Militare - Classe Gaeta | Marina Militare - Classe Gaeta | Marina Militare - Classe Gaeta | Marina Militare - Classe Gaeta | Marina Militare - Classe Gaeta |
| Matricola                      | Nome                           | Cantiere                       | Impostazione                   | Varo                           | Consegna                       | ITU                            |
| ------------------------------ | ------------------------------ | ------------------------------ | ------------------------------ | ------------------------------ | ------------------------------ | ------------------------------ |
| M 5554                         | Gaeta                          | Intermarine Sarzana            | 5 agosto 1988                  | 9 ottobre 1990                 | 3 luglio 1992                  |                                |
| M 5555                         | Termoli                        | Intermarine Sarzana            | 5 agosto 1988                  | 18 dicembre 1990               | 13 novembre 1992               |                                |
| M 5556                         | Alghero                        | Intermarine Sarzana            | 5 agosto 1988                  | 22 maggio 1991                 | 31 marzo 1993                  |                                |
| M 5557                         | Numana                         | Intermarine Sarzana            | 5 agosto 1988                  | 20 marzo 1992                  | 30 luglio 1993                 |                                |
| M 5558                         | Crotone                        | Intermarine Sarzana            | 5 agosto 1988                  | 8 settembre 1992               | 2 febbraio 1994                |                                |
| M 5559                         | Viareggio                      | Intermarine Sarzana            | 5 agosto 1988                  | 11 maggio 1993                 | 1º luglio 1994                 |                                |
| M 5560                         | Chioggia                       | Intermarine Sarzana            | 11 giugno 1994                 | 23 giugno 1994                 | 18 maggio 1996                 |                                |
| M 5561                         | Rimini                         | Intermarine Sarzana            | 6 novembre 1992                | 17 gennaio 1995                | 10 novembre 1996               |                                |

## Immagini Classe Lerici
Immagini di alcuni cacciamine della classe Lerici

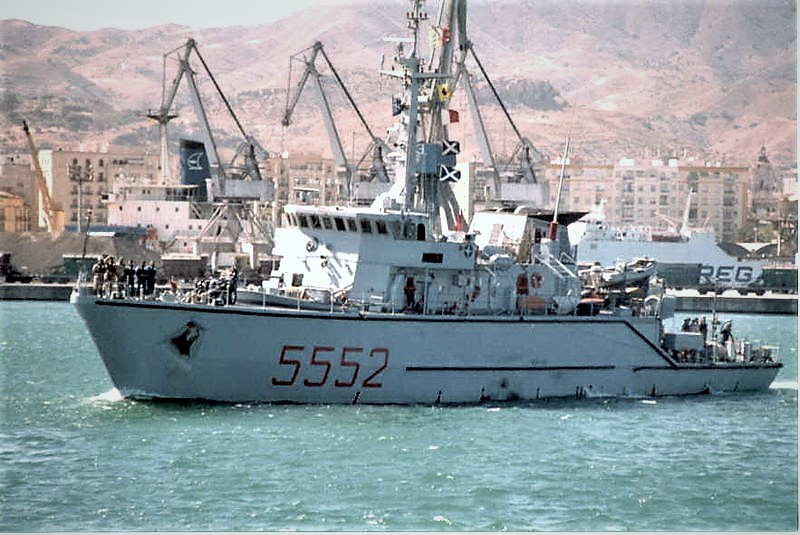
Milazzo (M5552)
Gaeta (M 5554)
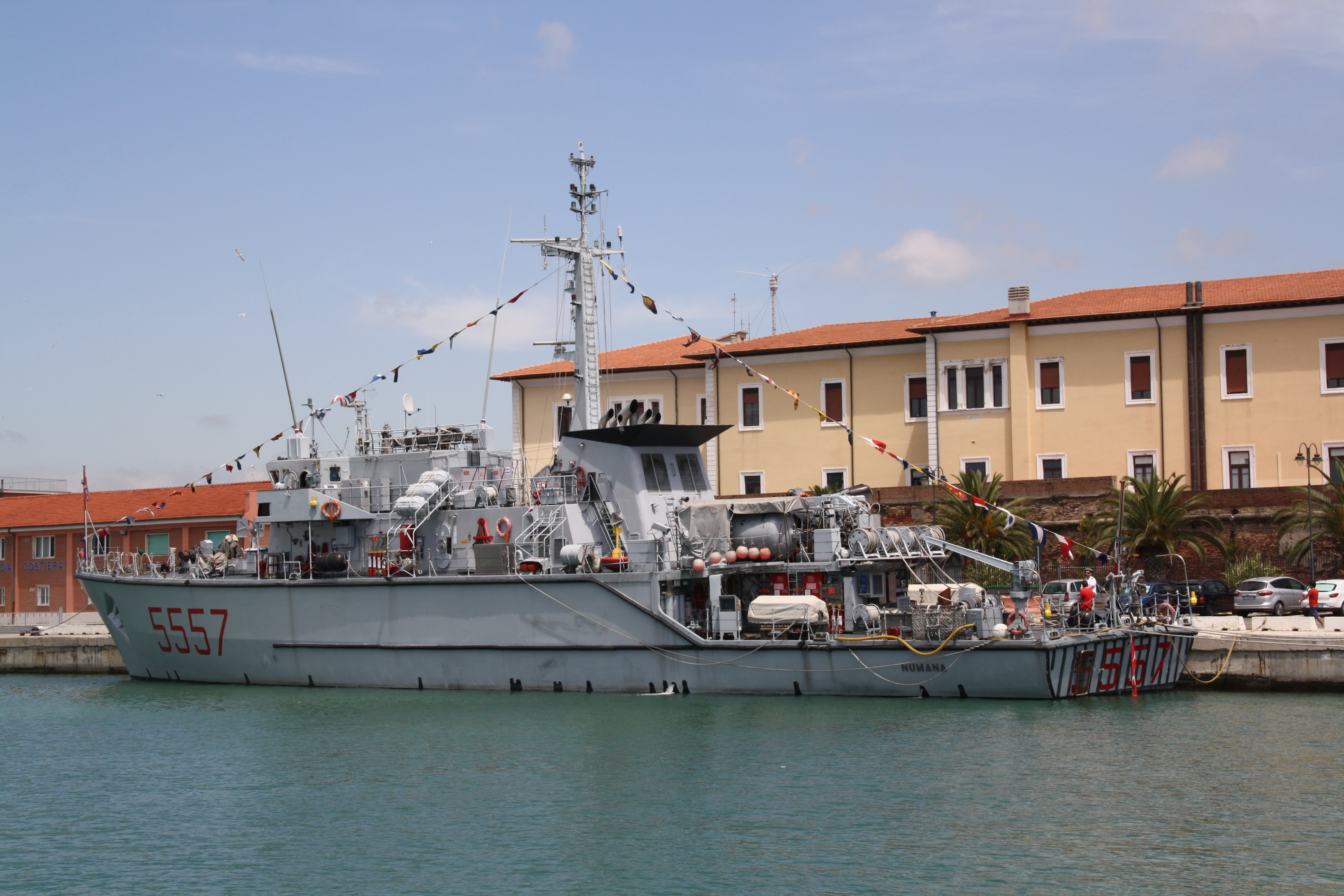
Numana (M 5557)
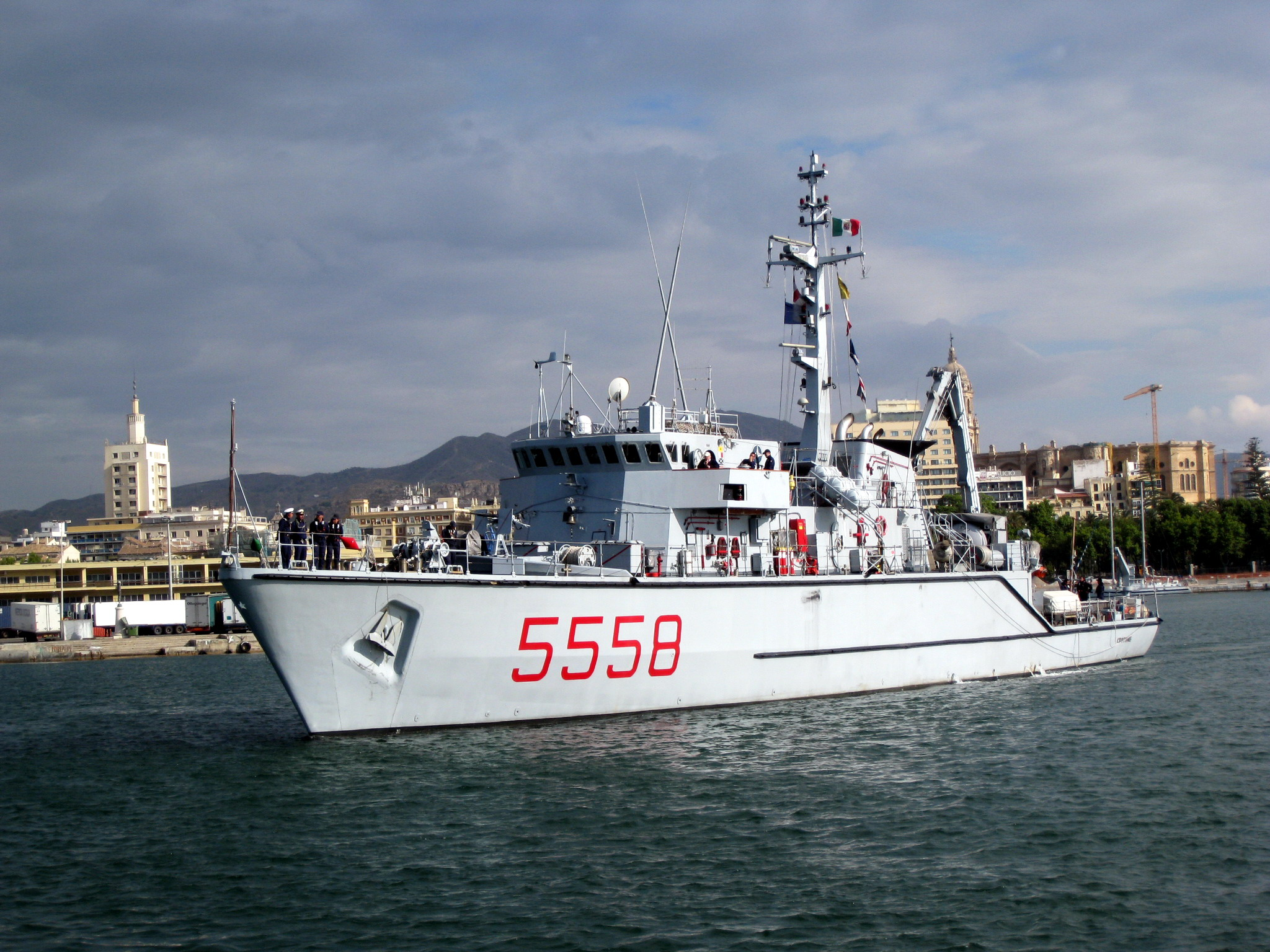
Crotone (M 5558)
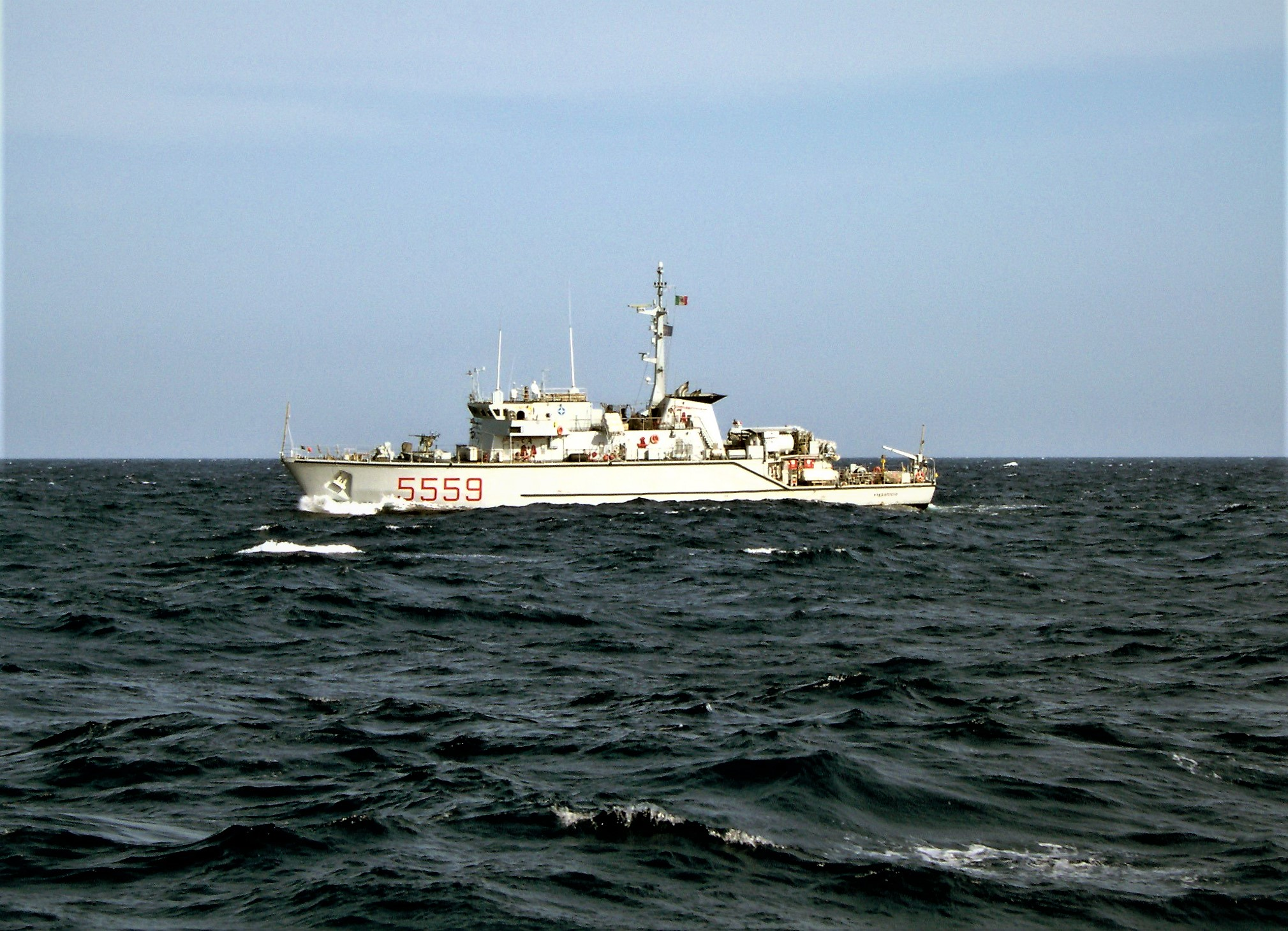
Viareggio (M 5559)
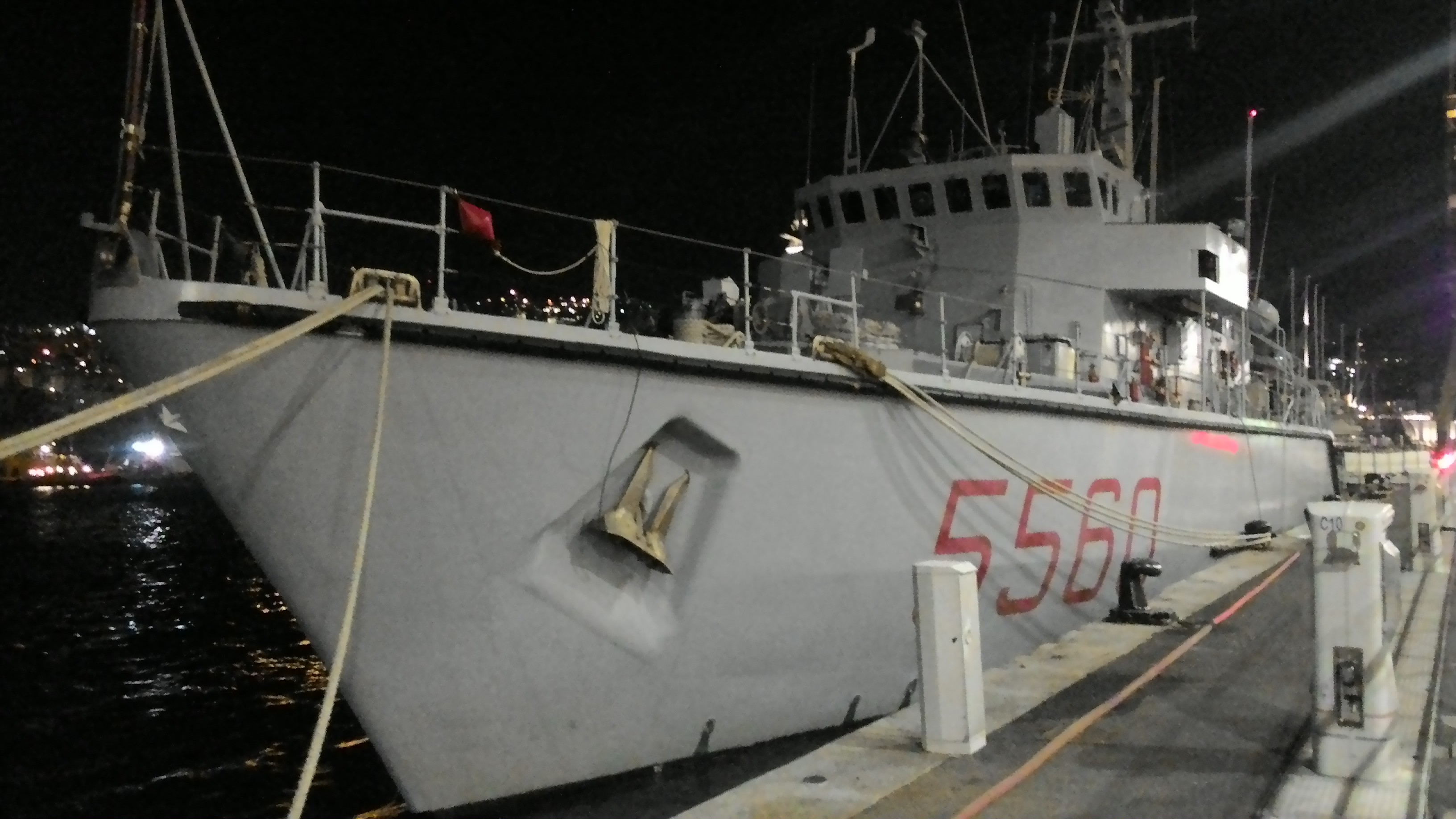
Chioggia (M 5560)
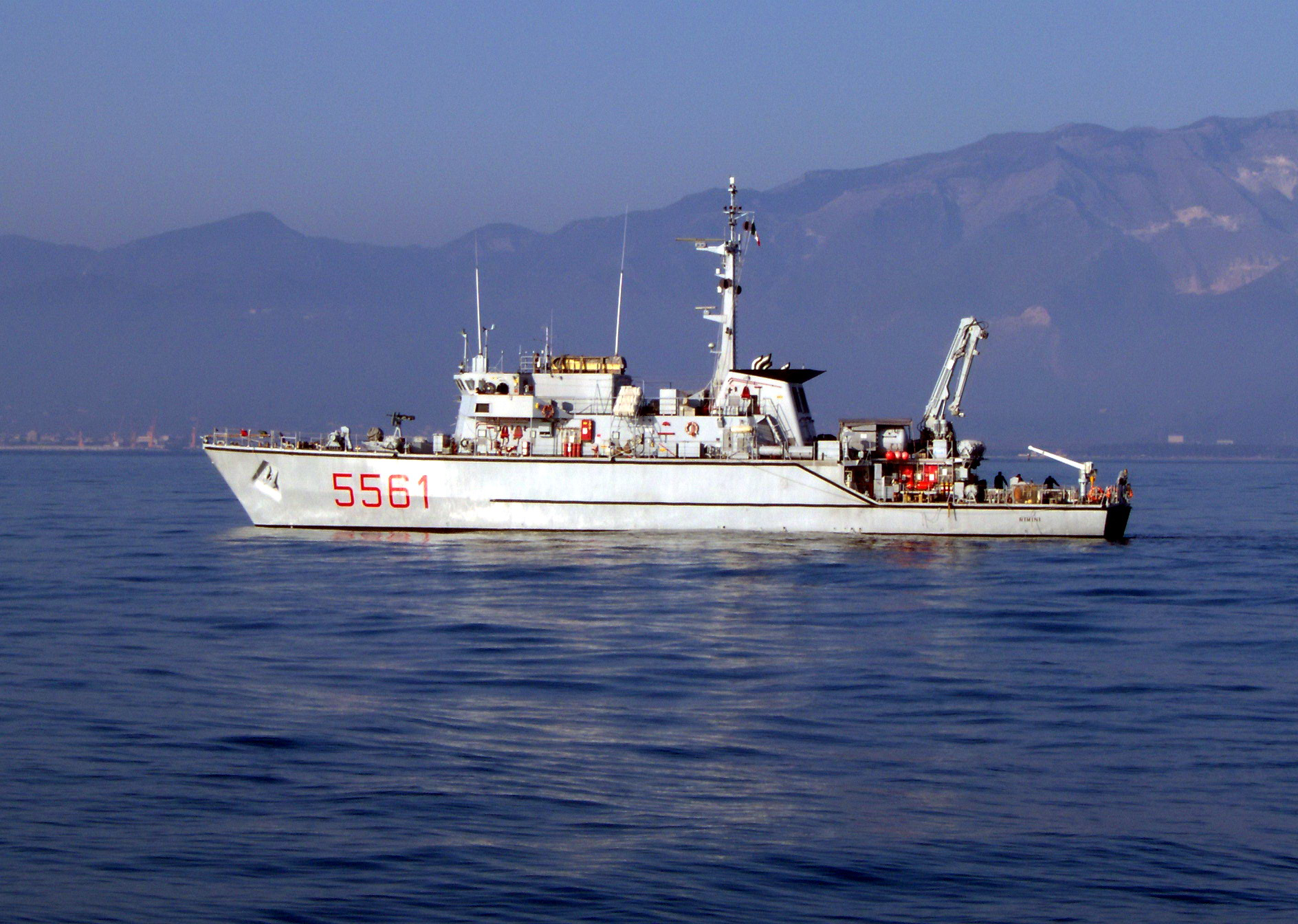
Rimini (M 5561)